# Cernay-en-Dormois

Cernay-en-Dormois este o comună în departamentul Marne, Franța. În 2009 avea o populație de 148 de locuitori.